# Contrat administratif
Un contrat administratif ou acte administratif contractuel est un contrat qui est soumis non aux règles générales du droit privé, mais aux règles particulières du droit public.

## Droit par pays

### Canada

#### Droit québécois
La notion de « contrat administratif » n'est pas prévue au Code civil du Québec et traditionnellement, les auteurs de droit administratif ne font pas une distinction très forte entre les contrats administratifs et les contrats ordinaires,. Toutefois, de nos jours, la Loi sur les contrats des organismes publics régit les contrats conclus avec des organismes publics. 
De plus, le droit québécois s'inspire de la common law comme source supplétive de droit administratif pour compléter la législation existante,. Ainsi, dans l'arrêt Ville de Montréal c. 9150-2732 Québec inc., la Cour d'appel du Québec constate des violations du contrat A par la Ville de Montréal et s'appuie sur les arrêts Ron Engineering et Martel Building.

#### Common law canadienne
Dans le droit des contrats de la common law canadienne, il existe des règles particulières pour les contrats conclus avec les administrations publiques. Plus particulièrement en matière d'appels d'offres, la notion de « contrat A »  est appliquée par les tribunaux canadiens concernant le traitement juste et égal des soumissionnaires dans un processus d'appel d'offres. Essentiellement, ce concept officialise les précédents précédemment appliqués et renforce la protection accordée à ceux qui soumettent des offres dans le cadre du processus d'appel d'offres. Le concept a été introduit en 1981 par la Cour suprême du Canada dans l'arrêt R. c. Ron Engineering and Construction (Eastern) Ltd.. Un contrat A est formé entre le propriétaire (personne, entreprise ou organisation soumissionnaire du projet) et chaque soumissionnaire lorsqu'une offre conforme fait suite à une demande de proposition. Il peut y avoir une violation du contrat A si des manquements sont commis lors du processus d'appel d'offres.

### France
En droit français, un contrat administratif est un contrat conclu par au moins une personne publique et dont la connaissance appartient au juge administratif. Il peut être qualifié de tel par la loi, ou par la jurisprudence s'il porte sur l'exécution d'un service public ou comporte des clauses exorbitantes du droit commun. On peut distinguer plusieurs types de contrat administratif, notamment : 
- Les marchés publics,
- Les offres de concours
- Les contrats d'emprunt public
- Les contrats d'occupation du domaine public
- Les contrats de délégation de service public
- Les contrats de partenariat public-privé
- Les contrats de prestations intégrées ou "in house"